# Brasil: Nunca Mais
Brasil: Nunca Mais (portugués para Brasil: Nunca más) es un libro editado por Paulo Evaristo Arns, en el cual se documentan episodios de tortura durante la dictadura militar en Brasil entre 1964 y 1979. Él tuvo la asistencia del ministro presbiteriano Jaime Wright, para fotocopiar los registros del gobierno militar sobre la tortura, que se utilizaron como su fuente. El libro puede ser considerado una versión brasileña del Informe Sabato conocido por el nombre Nunca Más, lanzado un año antes en Argentina. Hay una versión en inglés con el título Torture in Brazil: A Shocking Report on the Pervasive Use of Torture by Brazilian Military Governments, 1964-1979.
En total, los documentos del libro listan 17 000 víctimas, proporciona detalles de 1800 episodios de tortura y enumera los nombres de las 353 víctimas que fueron asesinadas por el régimen. El libro se tornaría una gran fuente de datos para la Comisión Nacional de la Verdad en Brasil, aún que solo para reparación financiera, pues no es posible acusar legalmente ningún miembro del gobierno por crímenes de derechos humanos ocurridos entre 1961 y 1979 por su ley de Amnistía. El libro se mantuvo en secreto durante cinco años bajo la dictadura, y solo es publicado con el retorno a la democracia. El libro fue un éxito de ventas y provocó un movimiento de gran escala contra la tortura. Después de su lanzamiento, una organización no gubernamental llamada Tortura Nunca Mais (portugués para tortura nunca más) fue fundada y comenzó a vigilar y denunciar la presencia de tortura en Brasil.